# Selena Gomez & the Scene-diszkográfia
A Selena Gomez & the Scene egy amerikai együttes három albumot adott ki. Az első a Kiss & Tell, mely 2009. szeptember 29-én jelent meg. Az US Billboard 200 lista kilencedik helyén debütált, 2010 márciusában arany minősítést ért el. A második kislemez a Naturally, mely az Egyesült Államokban, Új-Zélandon, Egyesült Királyságban, Németországban, Kanadában és Írországban ért el elismerésre méltó helyezéseket.
Második, A Year Without Rain című albumuk 2010. szeptember 17-én jelent meg. Az amerikai Billboard 200-on a negyedik helyezést érte el, illetve az arany minősítést is megkapta 2011 januárjában. Két kislemeze a Round & Round és az A Year Without Rain. A harmadik, When the Sun Goes Down című lemez 2011. június 21-én jelent meg. Erről először a Who Says-t adták ki, mint kislemez 2011. március 14-én. Ezt a Love You Like a Love Song június 28-án. A korongból az első héten több, mint 100 000 példány kelt el.
2011. áprilisára az együttes 1 400 000 példányt adott el első két albumából.

## Albumok

### Stúdióalbumok
| Cím                                                         | Album részletei                                                                           | Legmagasabb helyezés | Legmagasabb helyezés | Legmagasabb helyezés | Legmagasabb helyezés | Legmagasabb helyezés | Legmagasabb helyezés | Legmagasabb helyezés | Legmagasabb helyezés | Legmagasabb helyezés | Legmagasabb helyezés | Eladások      | Minősítés                |
| Cím                                                         | Album részletei                                                                           | US                   | AUS                  | AUT                  | CAN                  | FRA                  | GER                  | IRE                  | NZ                   | SWI                  | UK                   | Eladások      | Minősítés                |
| ----------------------------------------------------------- | ----------------------------------------------------------------------------------------- | -------------------- | -------------------- | -------------------- | -------------------- | -------------------- | -------------------- | -------------------- | -------------------- | -------------------- | -------------------- | ------------- | ------------------------ |
| Kiss & Tell                                                 | - Megjelent: 2009. szeptember 29. - Kiadó: Hollywood - Formátumok: CD, digitális letöltés | 9                    | —                    | 4                    | 22                   | 24                   | 19                   | 14                   | 21                   | 36                   | 12                   | - US: 778 000 | - US: Arany - CAN: Arany |
| A Year Without Rain                                         | - Megjelent: 2010. szeptember 17. - Kiadó: Hollywood - Formátumok: CD, digitális letöltés | 4                    | 46                   | 19                   | 6                    | 26                   | 22                   | 40                   | 24                   | 37                   | 14                   | - US: 655 626 | - US: Arany - CAN: Arany |
| When the Sun Goes Down                                      | - Megjelent: 2011. június 21. - Kiadó: Hollywood - Formátumok: CD, digitális letöltés     | 3                    | 14                   | 11                   | 2                    | 47                   | 18                   | 13                   | 8                    | 27                   | 15                   |               | - CAN: Arany             |
| "—" nem szerepelt listán, vagy nem jelent meg az országban. |                                                                                           |                      |                      |                      |                      |                      |                      |                      |                      |                      |                      |               |                          |

### Középlemezek
| Cím              | EP részletei                                                                        |
| ---------------- | ----------------------------------------------------------------------------------- |
| The Club Remixes | - Megjelent: 2010. december 21. - Kiadó: Hollywood - Formátumok: digitális letöltés |

## Kislemezek
| Cím                                                         | Év   | Legmagasabb helyezés | Legmagasabb helyezés | Legmagasabb helyezés | Legmagasabb helyezés | Legmagasabb helyezés | Legmagasabb helyezés | Legmagasabb helyezés | Legmagasabb helyezés | Legmagasabb helyezés | Legmagasabb helyezés | Minősítés                              | Album                  |
| Cím                                                         | Év   | US                   | AUS                  | AUT                  | CAN                  | GER                  | IRE                  | NZ                   | SWI                  | UK                   | SK                   | Minősítés                              | Album                  |
| ----------------------------------------------------------- | ---- | -------------------- | -------------------- | -------------------- | -------------------- | -------------------- | -------------------- | -------------------- | -------------------- | -------------------- | -------------------- | -------------------------------------- | ---------------------- |
| Falling Down                                                | 2009 | 82                   | —                    | —                    | 69                   | —                    | —                    | —                    | —                    | —                    | —                    |                                        | Kiss & Tell            |
| Naturally                                                   | 2010 | 29                   | 46                   | 37                   | 18                   | 14                   | 7                    | 20                   | 54                   | 7                    | 2                    | - US: Platina - CAN: Platina           | Kiss & Tell            |
| Round & Round                                               | 2010 | 24                   | 80                   | 62                   | 51                   | 52                   | 44                   | —                    | —                    | 47                   | 39                   |                                        | A Year Without Rain    |
| A Year Without Rain                                         | 2010 | 35                   | 78                   | —                    | 30                   | 56                   | —                    | —                    | —                    | 78                   | 41                   | - AUS: Arany                           | A Year Without Rain    |
| Who Says                                                    | 2011 | 21                   | 57                   | 62                   | 17                   | 44                   | 36                   | 15                   | —                    | 51                   | —                    | - AUS: Arany - NZ: Arany - US: Platina | When the Sun Goes Down |
| Love You Like a Love Song                                   | 2011 | 35                   | 48                   | —                    | 12                   | —                    | 49                   | 21                   | —                    | 58                   | 11                   | - US: Arany                            | When the Sun Goes Down |
| Hit the Lights                                              | 2011 | 12                   | —                    | —                    | 5                    | —                    | —                    | —                    | —                    | —                    | —                    |                                        | When the Sun Goes Down |
| "—" nem szerepelt listán, vagy nem jelent meg az országban. |      |                      |                      |                      |                      |                      |                      |                      |                      |                      |                      |                                        |                        |

### Promóciós kislemezek
| Cím            | Év   | Legmagasabb helyezés | Legmagasabb helyezés | Album                  |
| Cím            | Év   | US                   | CAN                  | Album                  |
| -------------- | ---- | -------------------- | -------------------- | ---------------------- |
| Bang Bang Bang | 2011 | 94                   | 96                   | When the Sun Goes Down |

## Videóklipek
| Cím                                     | Év   | Rendező                           |
| --------------------------------------- | ---- | --------------------------------- |
| Cruella de Vil                          | 2008 |                                   |
| Falling Down                            | 2009 | Chris Dooley                      |
| Naturally                               | 2009 | Chris Dooley                      |
| Round & Round                           | 2010 | Phillip Andelman                  |
| A Year Without Rain / Un Año Sin Lluvia | 2010 | Chris Dooley                      |
| Who Says / Dices                        | 2011 | Chris Applebaum                   |
| Love You Like a Love Song               | 2011 | Geremy Jasper és Georgie Greville |

## Fordítás
Ez a szócikk részben vagy egészben  a   Selena Gomez & the Scene discography című angol Wikipédia-szócikk fordításán alapul.  Az eredeti cikk szerkesztőit annak laptörténete sorolja fel. Ez a jelzés csupán a megfogalmazás eredetét és a szerzői jogokat jelzi, nem szolgál a cikkben szereplő információk forrásmegjelöléseként.